# Anglian Sovereign
L'Union Sovereign (anciennement: Anglian Sovereign) est un remorqueur de haute mer appartenant à et exploité par Royal Boskalis Westminster N.V.
Le navire est propulsé par des propulseurs azimutaux et a été construit comme remorqueur polyvalent. Il a été baptisé le 27 août 2003. Union Sovereign appartenait à JP Knight, qui avait l'acheté au propriétaire initial, Klyne Tugs de Lowestoft, en 2007. Le navire faisait partie de la flotte de navires de remorquage d'urgence exploités pour le compte de la Maritime and Coastguard Agency du Royaume-Uni.
Le 3 septembre 2005, l'Union Sovereign s'est échoué au large de l'île d'Oxna dans les îles Scalloway alors qu'il effectuait des levés hydrographiques. Aucun blessé n’est survenu, mais le navire a perdu environ 84 tonnes de gazole et a été gravement endommagé. Un rapport officiel de 2006 a révélé que la consommation d'alcool du capitaine du navire et plusieurs autres négligences à bord avaient été à l'origine de l'incident.

## Opérations notables
- Remorquage du MSC Flaminia en juillet 2012